# 永春路
永春路為臺灣臺中市的重要道路之一，並有永春北路、永春南路及永春東路，皆呈東西向，也都位於南屯區境內。
以下介紹各道路行經路線：
- 永春路於永定里東接南屯路二段，往西過永春南路、永春北路，於春社抵嶺東路80巷。
- 永春東路東接南屯路一段，往西連永春路。
- 永春南路東連永春路，西過臺灣臺中監獄，抵大肚台地中台路（望高寮夜景公園旁）。
- 永春北路東接永春路，往西達嶺東路，全長僅400多公尺。

## 行經行政區域
- 南屯區：春社里、新生里、永定里、南屯里、豐樂里、向心里及大興里。

## 車道配置
- 永春路：
  - 嶺東路80巷–忠勇路：雙向共用單車道
  - 忠勇路–永春南路：單車道西行單行道
  - 永春南路–永春北路：雙向四車道
  - 永春北路–國道一號：雙向四車道，並設置機車道
  - 國道一號–筏子東街：往西二車道及機車道，往東三車道
  - 筏子東街–環中路：往西二車道，往東三車道
  - 環中路–永春東路：雙向四車道
  - 永春東路–南屯路：雙向二車道
- 永春東路：雙向四車道
- 永春南路：
  - 中台路–建興路：雙向二車道，並設置中央綠化分隔島
  - 建興路–嶺東路：雙向四車道
  - 嶺東路–忠勇路：雙向二車道
  - 忠勇路–永春路：雙向四車道
- 永春北路：
  - 嶺東路–忠勇路：雙向二車道
  - 忠勇路–永春路：雙向四車道

## 本道路客運
臺中市市區公車
| 路線編號 | 營運區間                              | 營運業者 |
| -------- | ------------------------------------- | -------- |
| 永春東路 |                                       |          |
| 26       | 新民高中－嶺東科技大學                | 台中客運 |
| 29       | 第一廣場－臺中監獄                    | 台中客運 |
| 30       | 第一廣場－中台新村—（延）臺中區監理所 | 仁友客運 |
| 60       | 坪頂－大智公園                        | 台中客運 |
| 70       | 第一廣場－嶺東科技大學                | 台中客運 |
| 72       | 仁友停車場－慈濟醫院                  | 台中客運 |
| 99       | 精武車站－仁友停車場                  | 中鹿客運 |
| 永春路   |                                       |          |
| 29       | 第一廣場－臺中監獄                    | 台中客運 |
| 30       | 第一廣場－中台新村—（延）臺中區監理所 | 仁友客運 |
| 40       | 干城－中台新村                        | 中鹿客運 |
| 72       | 嶺東科技大學－慈濟醫院                | 台中客運 |
| 290      | 臺中火車站－沙鹿                      | 台中客運 |
| 永春南路 |                                       |          |
| 26       | 新民高中－嶺東科技大學                | 台中客運 |
| 27       | 臺中火車站－嶺東科技大學              | 台中客運 |
| 29       | 第一廣場－臺中監獄                    | 台中客運 |
| 30       | 第一廣場－中台新村—（延）臺中區監理所 | 仁友客運 |
| 40       | 干城－中台新村                        | 中鹿客運 |
| 48       | 台中車站－嶺東科技大學                | 豐榮客運 |
| 56       | 干城站－新烏日車站                    | 統聯客運 |
| 70       | 第一廣場－嶺東科技大學                | 台中客運 |
| 72       | 嶺東科技大學－慈濟醫院                | 台中客運 |
| 89       | 嶺東科技大學－東門橋                  | 中鹿客運 |
| 99       | 精武車站－仁友停車場                  | 中鹿客運 |

## 沿線設施
| （往東接南屯路一段） 永春東路 麻園頭溪 精誠路 東興路一段 大墩南路 - 好市多台中店 - 市立永春國小 文心南路 - 八期重劃區 - 南屯區聯合辦公大樓（南屯區公所與南屯區戶政事務所合署辦公） 向心南路 - 臺中市政府警察局第四分局 - 市立萬和國中 - 簡氏宗祠（直轄市定古蹟） - 黎明路一段 - 永春重劃區 | 永春路 楓樹腳溪 環中路四段 中彰快速道路 筏子溪 台灣高速鐵路 中山高速公路 - 臺中市水利局文山水資源回收中心 永春南、北路 忠勇路 永春南路 - 臺中市私立嶺東高級中學 - 嶺東科技大學春安校區 - 台中市精密機械科技創新園區 - 仁友客運停車場 - 法務部矯正署臺中監獄（另有臺中女子監獄、臺中看守所及臺中戒治所） （往西接中台路）（望高寮夜景公園旁） |